# LOHAS Park

Mapa del complejo LOHAS Park.

LOHAS Park  (en chino 日出康城) es un gran complejo de apartamentos privado situado en Hong Kong, en el distrito de Sai Kung (Distrito Chёnkuanou). Originalmente se llamó «Ciudad de los Sueños», pero más tarde fue renombrada como LOHAS Park (acrónimo de estilo de vida saludable y sostenibilidad). Se compone de tres fases - El Capitolio y Le Prestige (ya construido), así como las torres de la tercera fase (a partir de 2013 están en construcción). El desarrollador tiene previsto aumentar el número de fases hasta ocho con una superficie total de más de 1,6 millones de metros cuadrados más una superficie comercial de 50 000 metros cuadrados. LOHAS Park tiene su propia estación de metro (inaugurada en 2009), Central Park, un área de jardines, un paseo a lo largo de la orilla de la bahía, plazas de estacionamiento y un sistema de purificación de agua. Los desarrolladores del proyecto son MTR Corporation, Cheung Kong Group y Nan Fung Group.

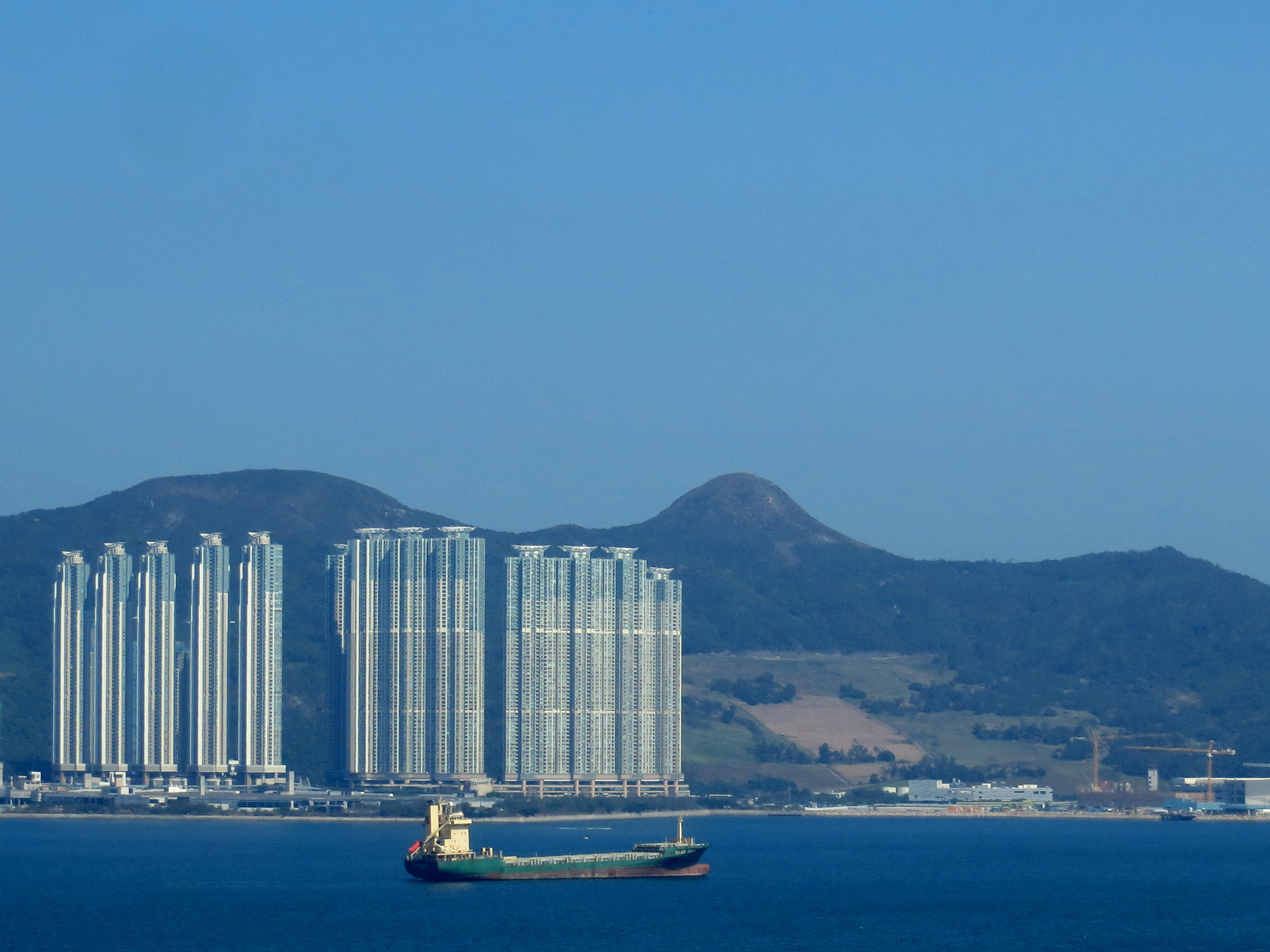
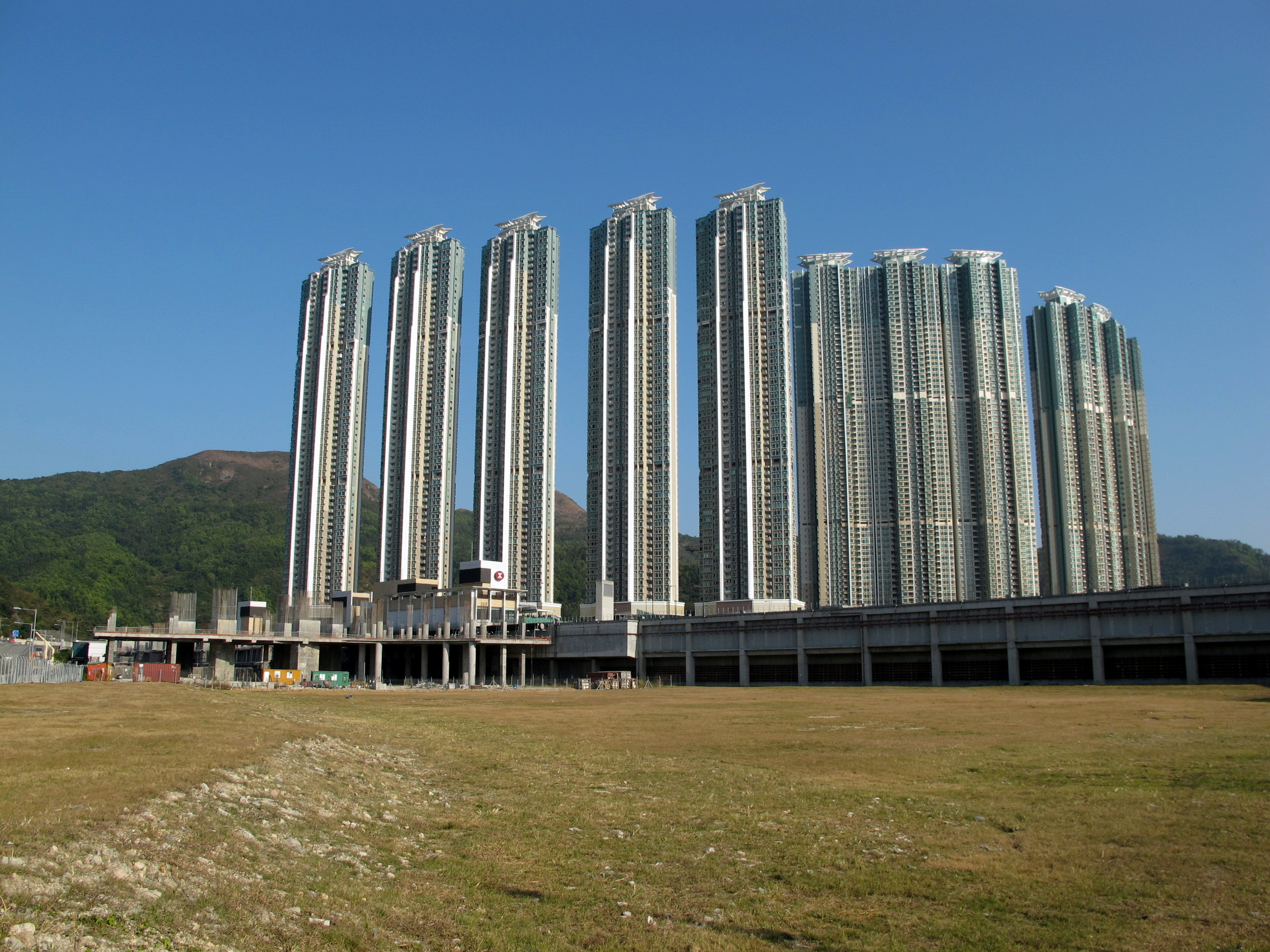
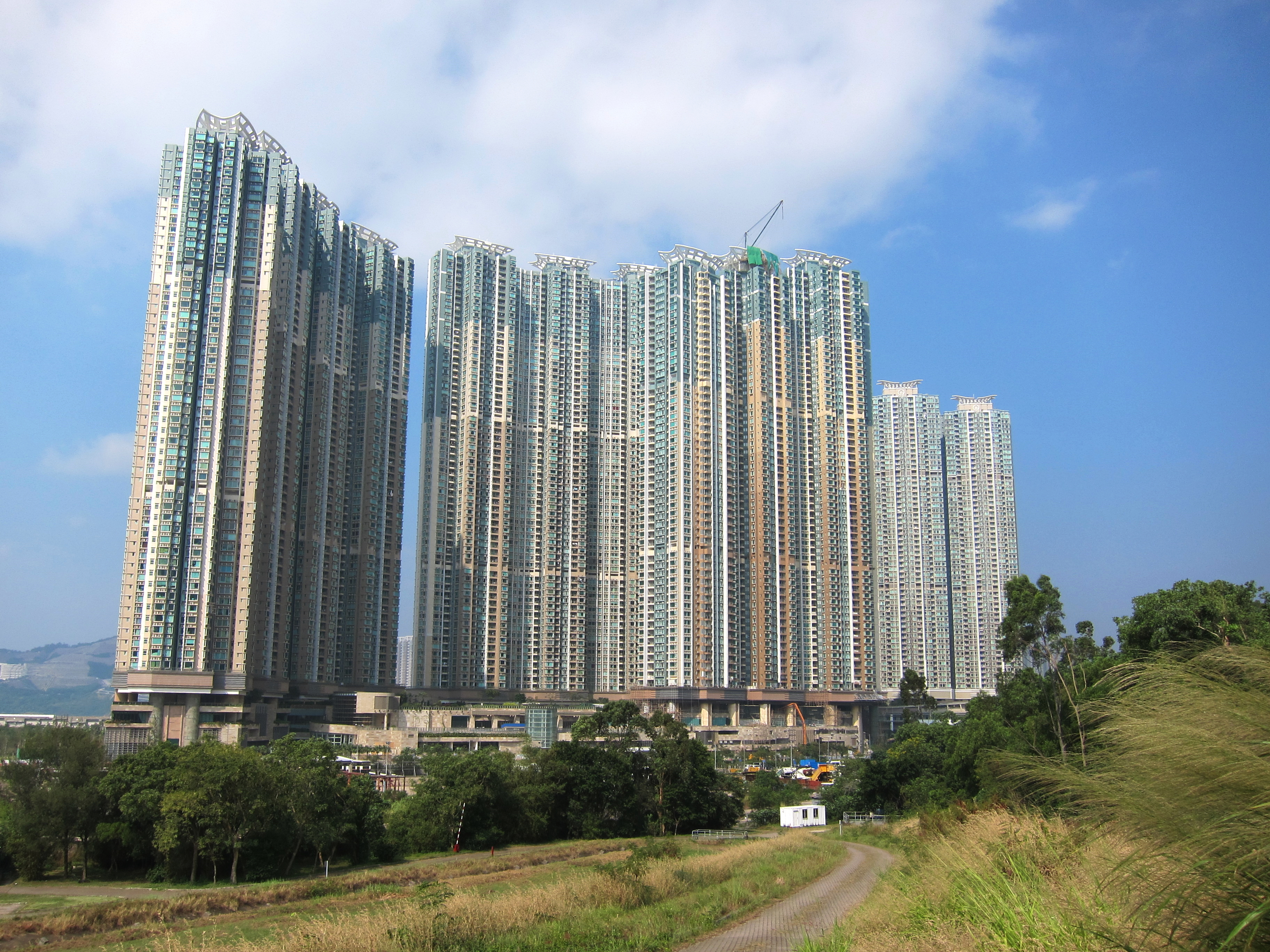

El área de la primera fase construida entre 2006 y 2009, El Capitolio, es de 136 240 metros cuadrados (2096 apartamentos); y el complejo incluye espacio comercial y un hogar de ancianos. El área de los locales construidos en 2007 - 2011, el complejo Le Prestige es 309,696 metros cuadrados (4272 apartamentos); y el complejo incluye un jardín infantil. El área de los locales de la tercera fase del proyecto será de 128 544 metros cuadrados (1648 apartamentos); e incluirá un jardín de infancia.
El complejo Le Prestige consta de la torre B de 70 plantas (215 m) y la torre A de 65 pisos (200 m). El complejo de El Capitol incluye dos torres de 69 pisos llamadas Torre de Oslo y Torre de Whistler de 210 metros de altura cada uno, dos torres de 67 pisos llamadas Torre de Madrid y la Torre de Milán de 206 metros de altura cada uno, y la torre de Florencia de 65 pisos y 200 metros de altura. La estructura del complejo La Splendeur incluye una torre de 63 pisos.

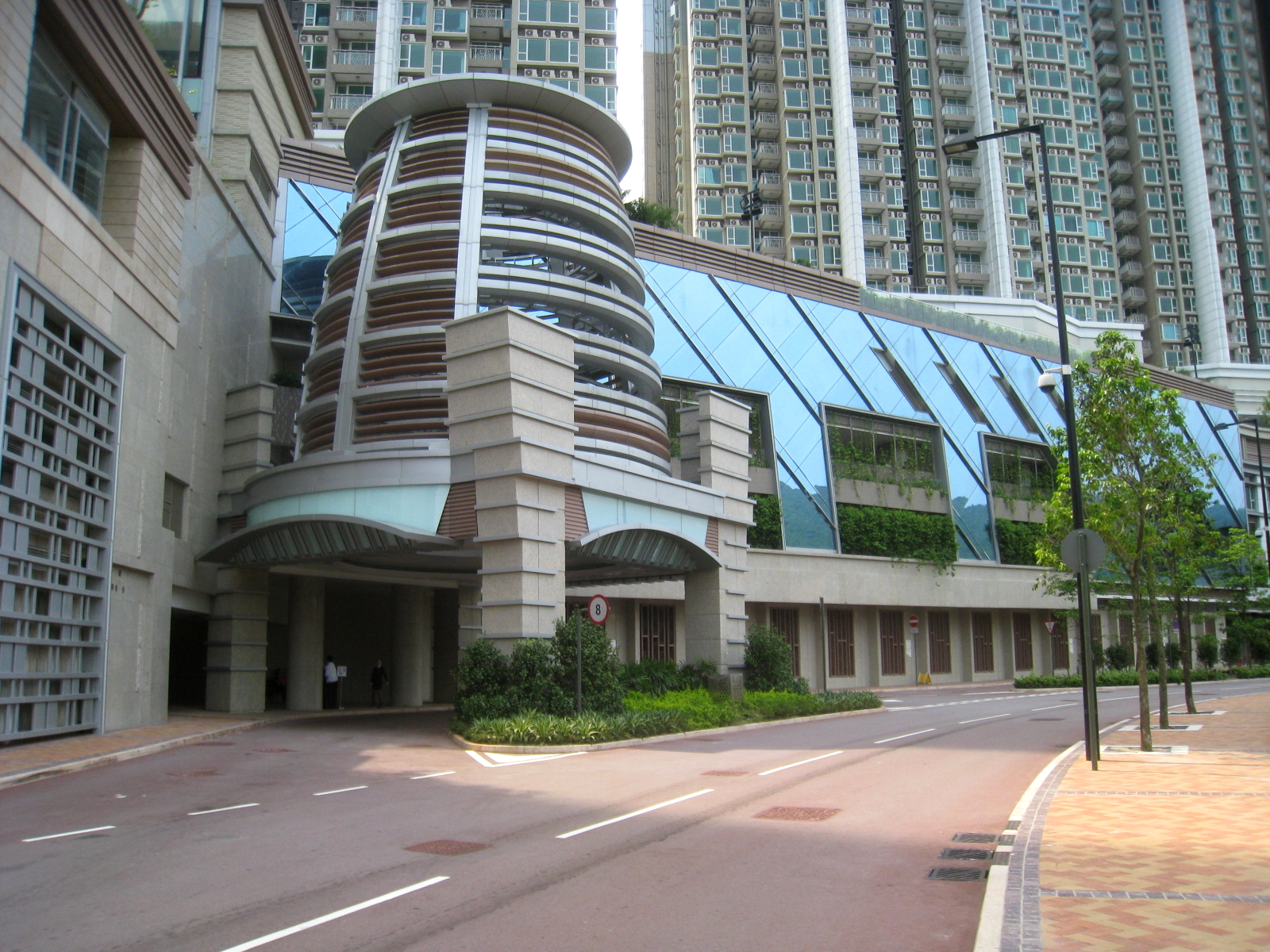
The Capitol
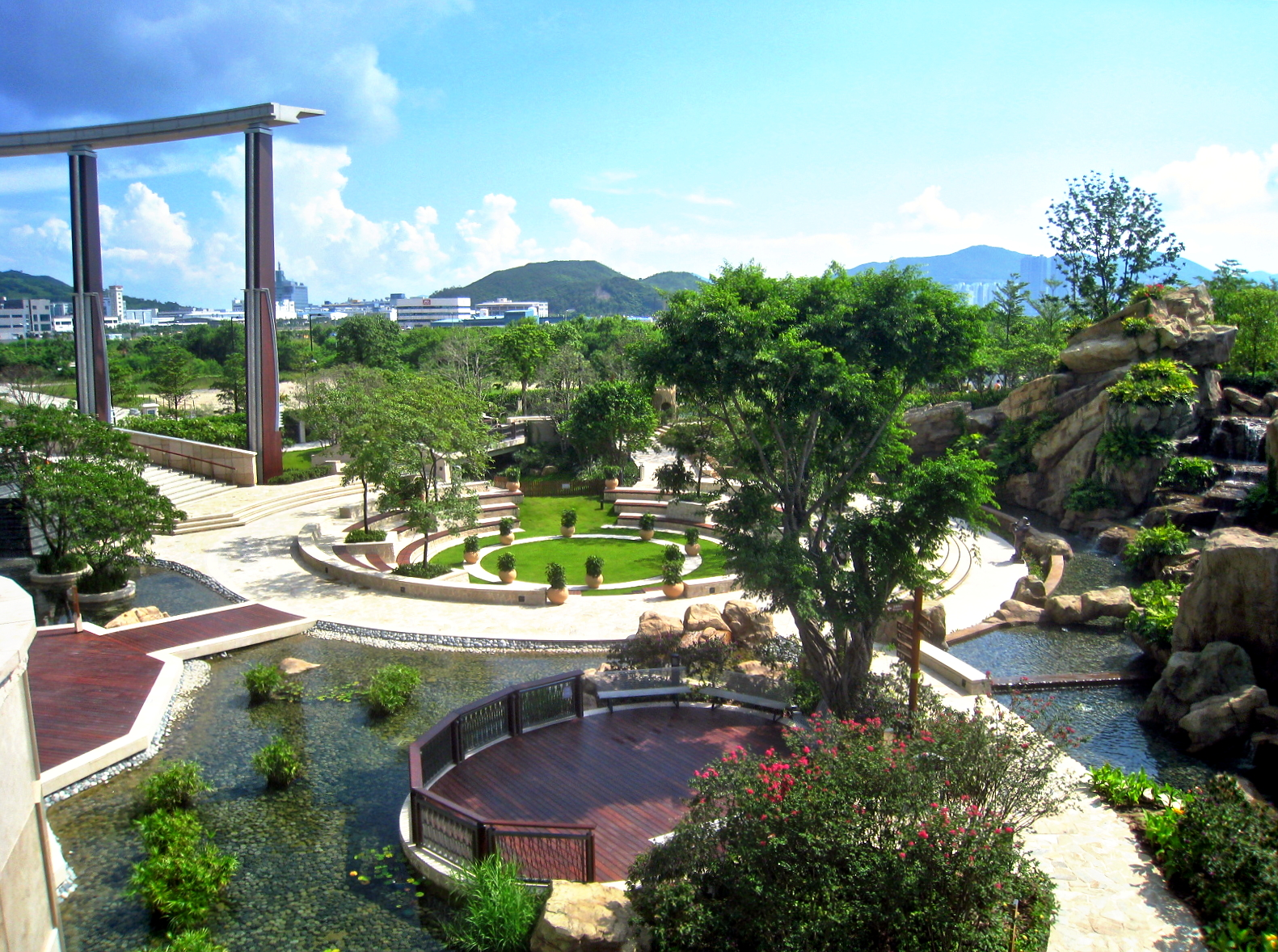
Parque
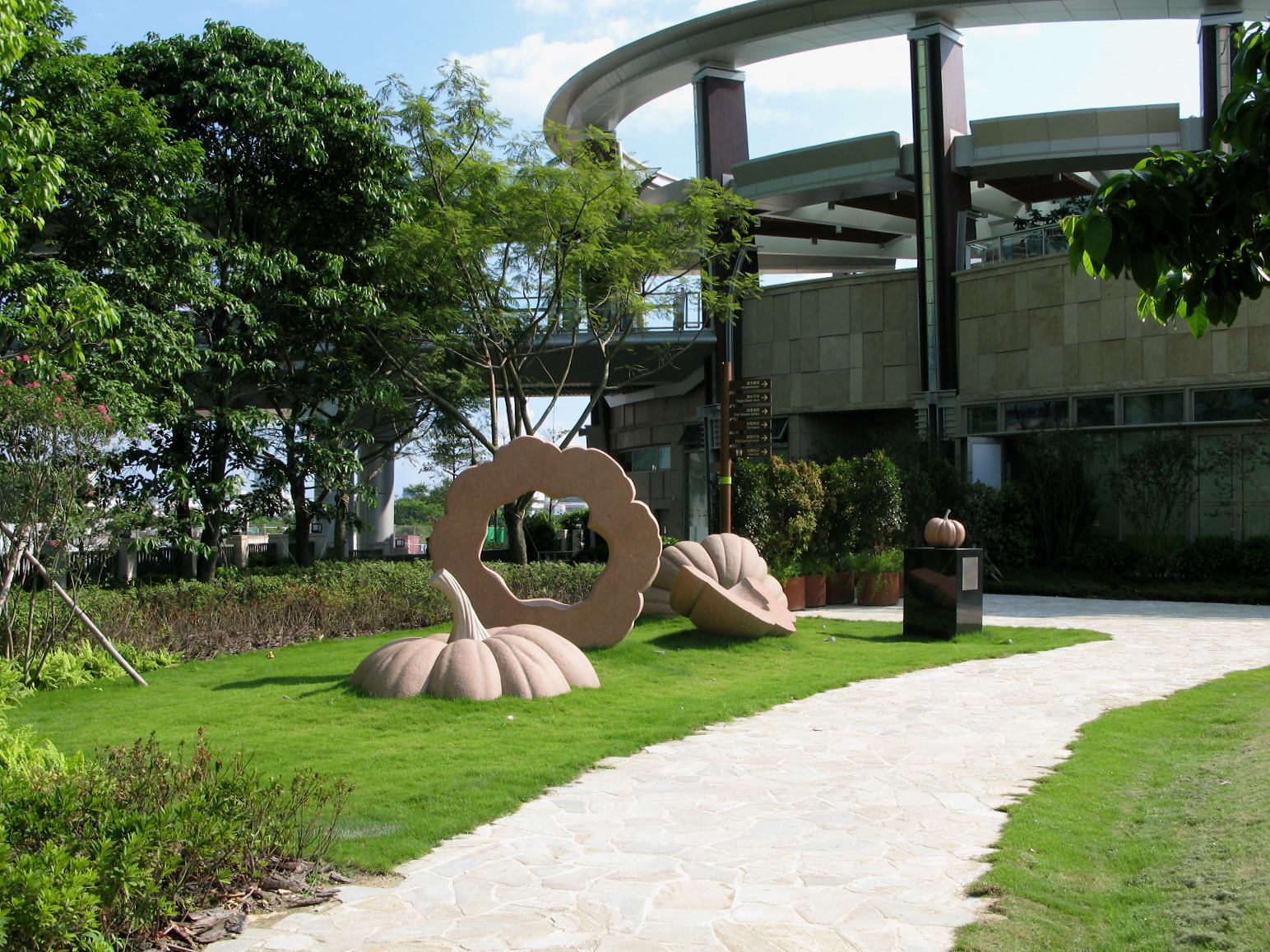
Parque
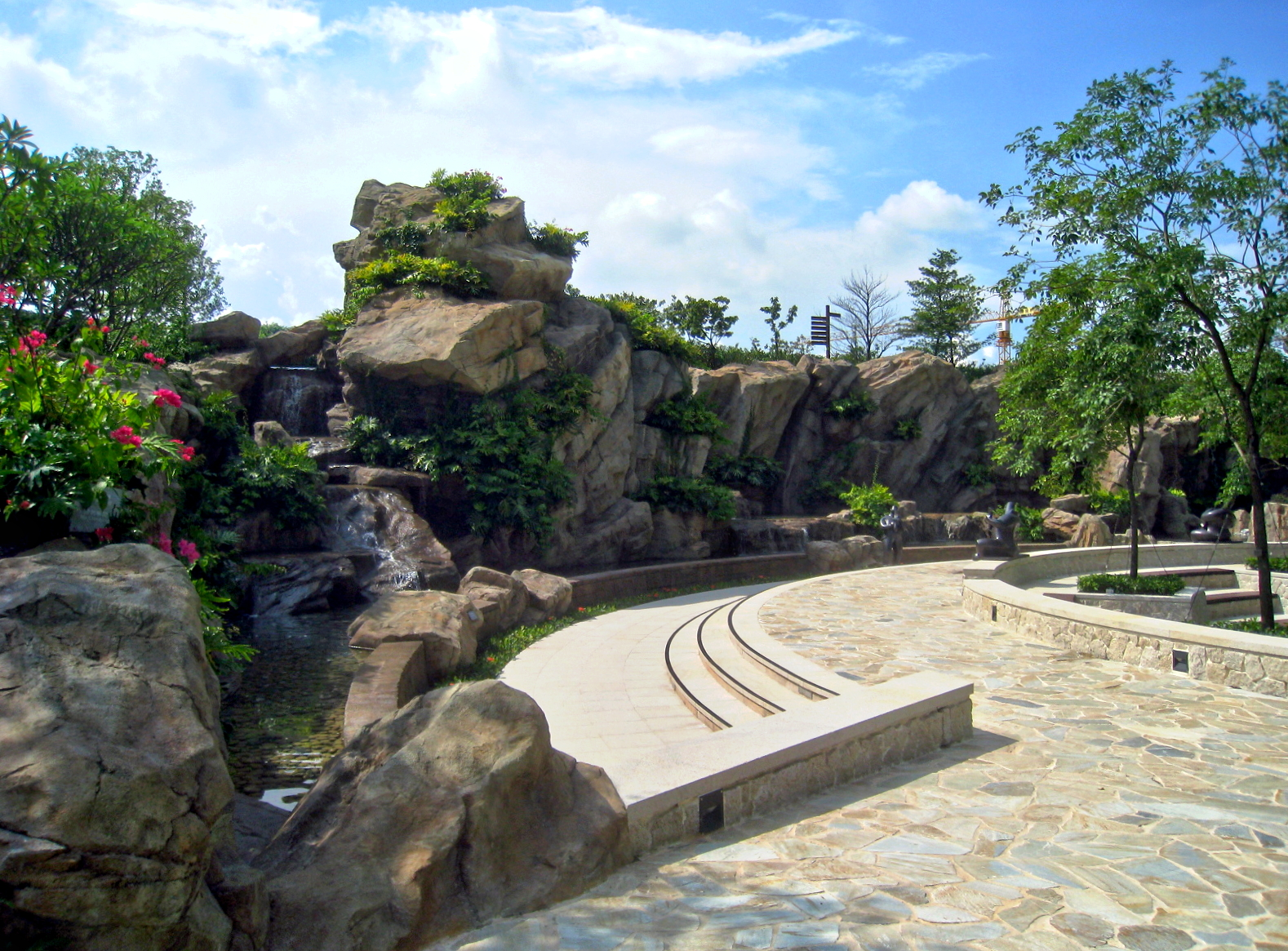
Parque
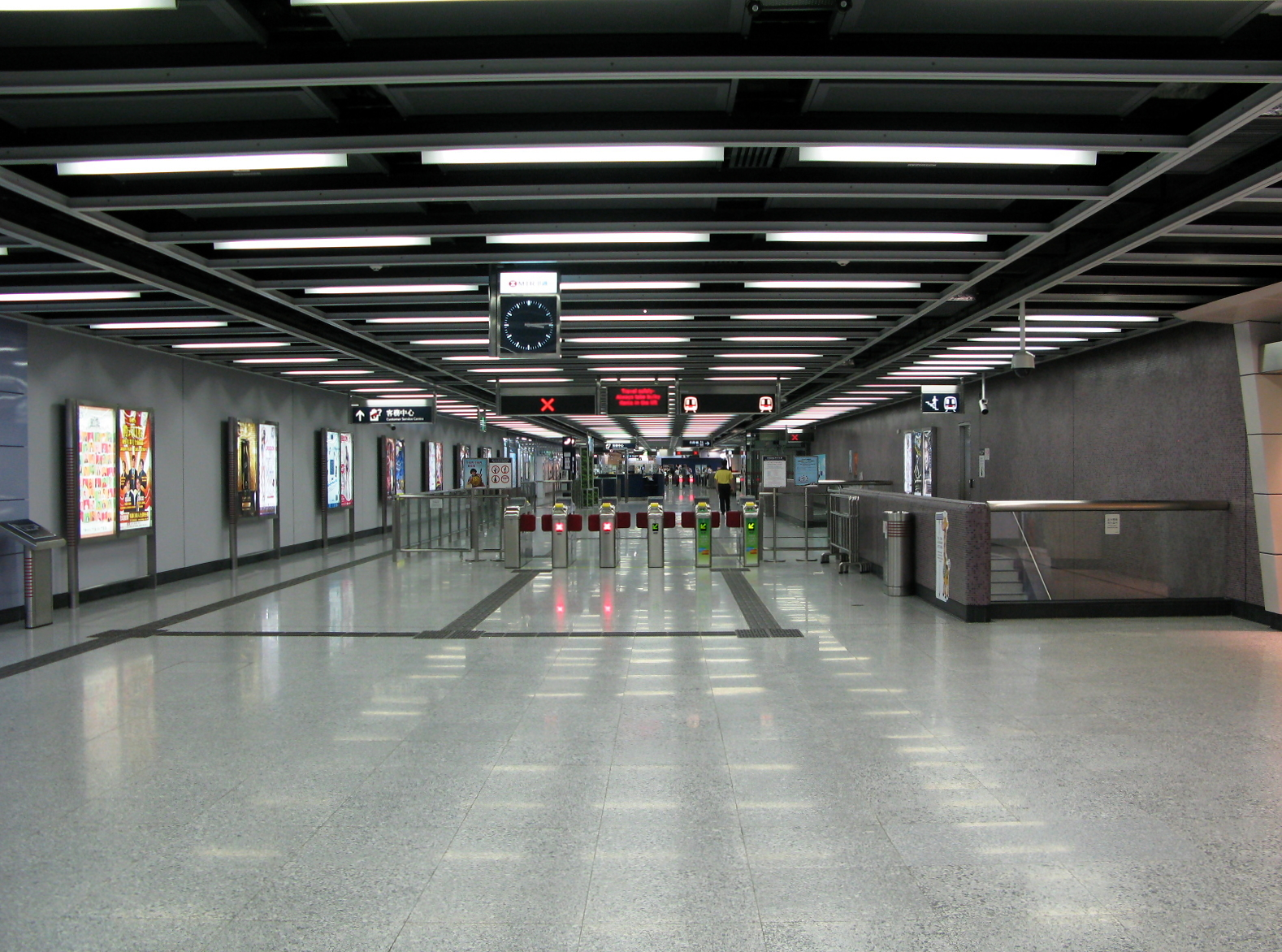
Estación de MTR LOHAS Park